# カナガ
カナガ（英: Kanaga mask）は、マリ共和国バンディアガラ地域の伝統の仮面。ドゴン族の特定の集団の構成員のみが着け、特に死者を弔う儀式「ダマ」に用いる（ドゴン語で「死をいたむ」の意味）。

## 象徴
カナガは創造神アンマを呼び起こし、横棒が2本ある十字形は世界の創造を連想させる意匠である。死者を弔う儀式でアワ（Awa（英語））の構成員が身につけて踊るためにある。初めて見る者は、ドゴン語で鳥を表すkommolo、トカゲやイグアナ、水生昆虫（baramkamza dullogu）、神や木の精霊（gyinu ya）の手等、さまざまな主題を感じ取る。男性と女性の形態のどちらもあり、男性形態の例が多い。
通常は複数名の踊り手がそれぞれカナガを着けて踊り、また頭をリズミカルに大きく振っては仮面の先端で地面をこすることから、おそらくは地の精霊との交流のジェスチャーと見なされる。ドゴン族のこの仮面を用いる場面は特に「ダマ」と呼ぶ伝統の大規模な集団葬儀で、一定の年数に1回、平均して13年間隔で催す。6日間連続するダマは前回の祭祀から後に亡くなった人々の霊を、生者の間から祖先のコミュニティに送り出す別れの儀式の一種とされる。
カナガは、フランス領スーダン（1892年-1958年）や一時的に存在したスーダン共和国（1958年-1959年、旗の画像参照）、またセネガルとスーダン共和国が合併したマリ連邦（1959年-1960年）の国旗にも描かれた。

## 日本の収蔵例
- マスク「カナガ」、岐阜県現代陶芸美術館[6]会期：2015年8月8日-10月4日（第I期）
- 「カナガ」マリ、国立⺠族学博物館[7]会期:2019年8月29日-11月26日

- ドゴン族の仮面“カナガ”、本郷新記念札幌彫刻美術館]（会場：札幌市芸術の森美術館）[8]会期：2017年4月22日6月14日

## ギャラリー

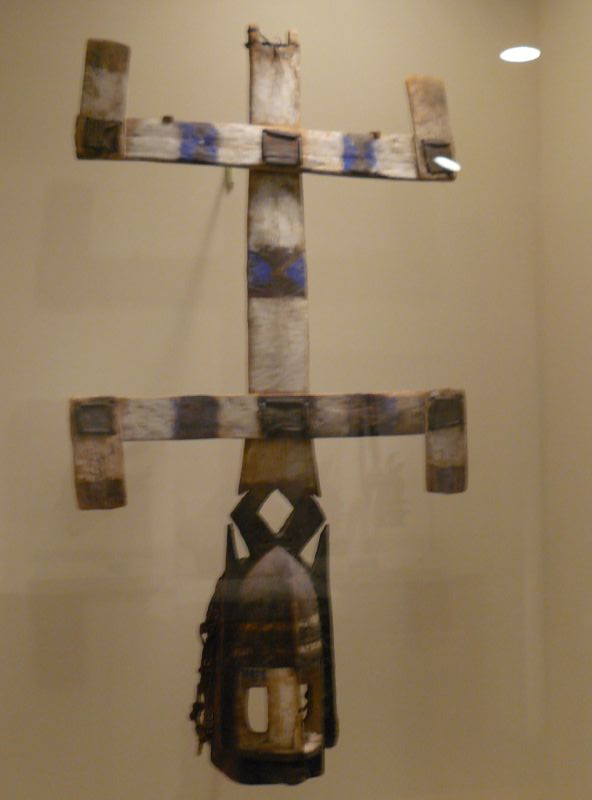
複十字形（1）。仮面は十字形をふたつ連続させた形が基本。ブルックリン美術館収蔵。
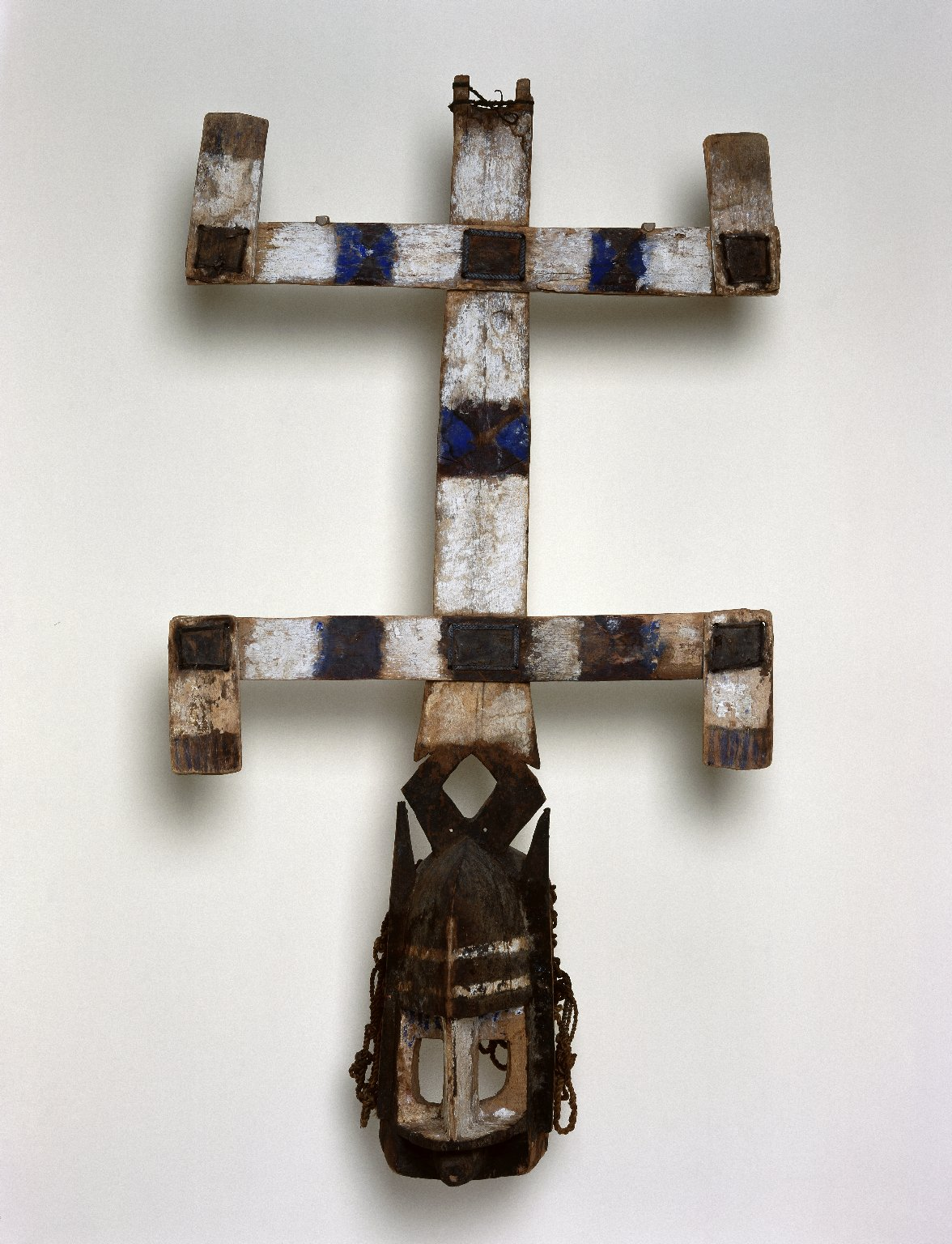
複十字形（2）、ブルックリン美術館収蔵。
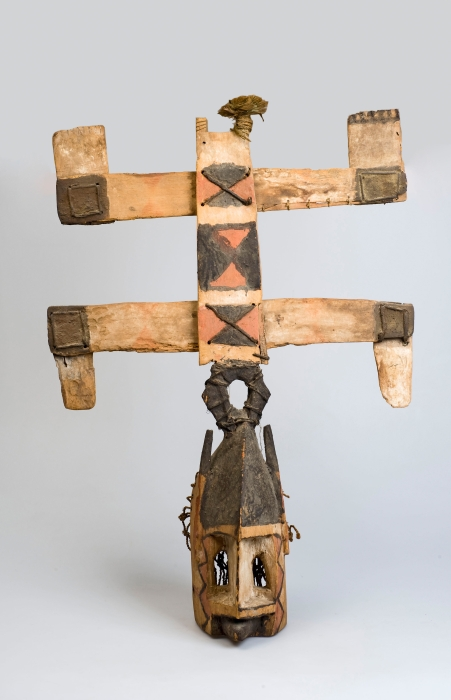
複十字形（3）、熱帯博物館収蔵（オランダ）。
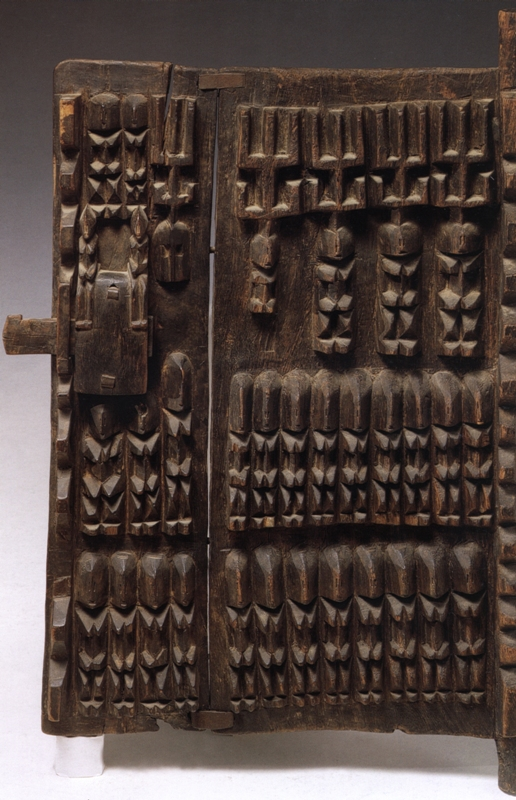
ドゴンのドアに刻まれた複十字形の連続模様、ケ・ブランリ美術館収蔵
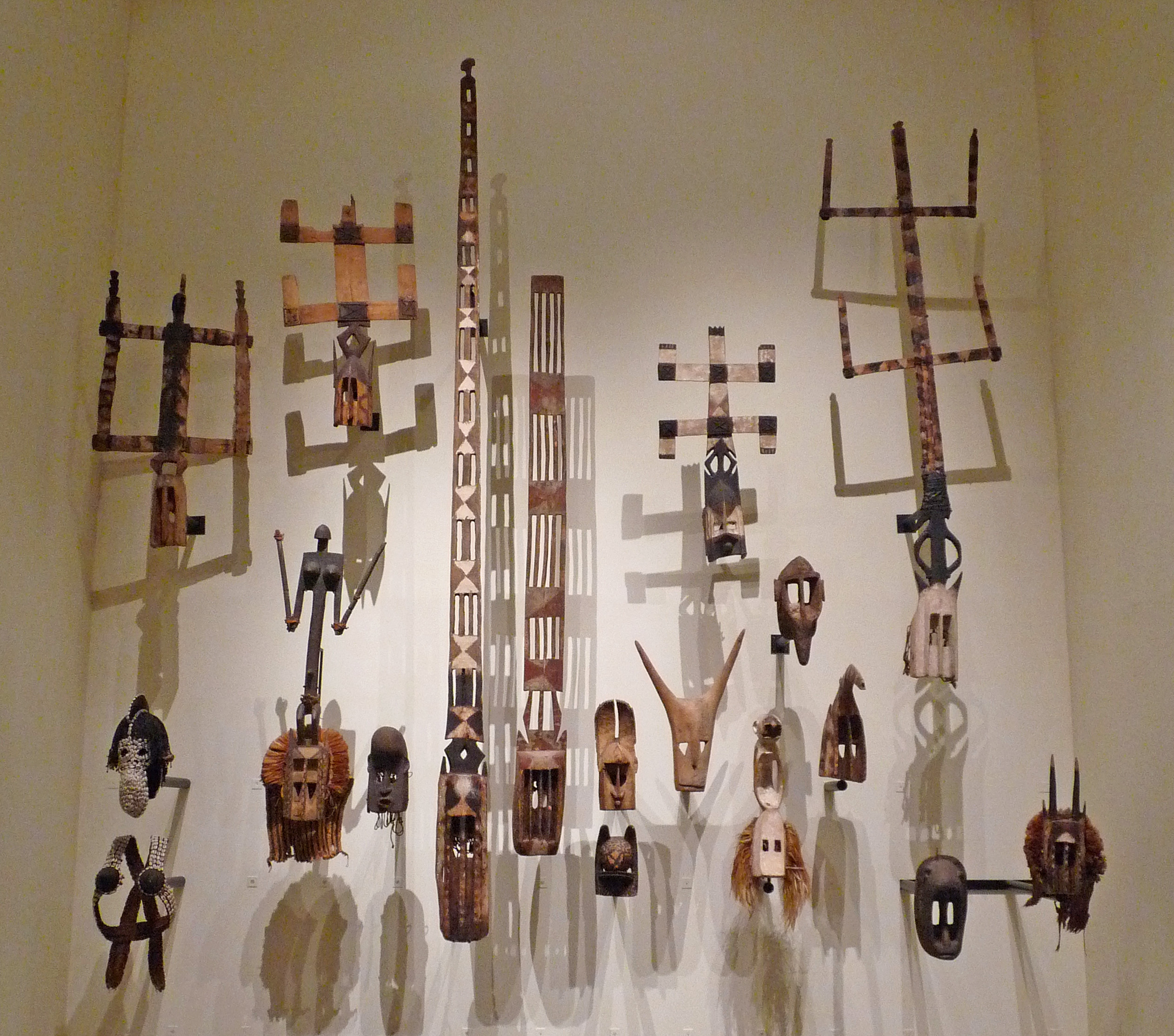
ドゴンのさまざまな仮面。ケ・ブランリ美術館収蔵。
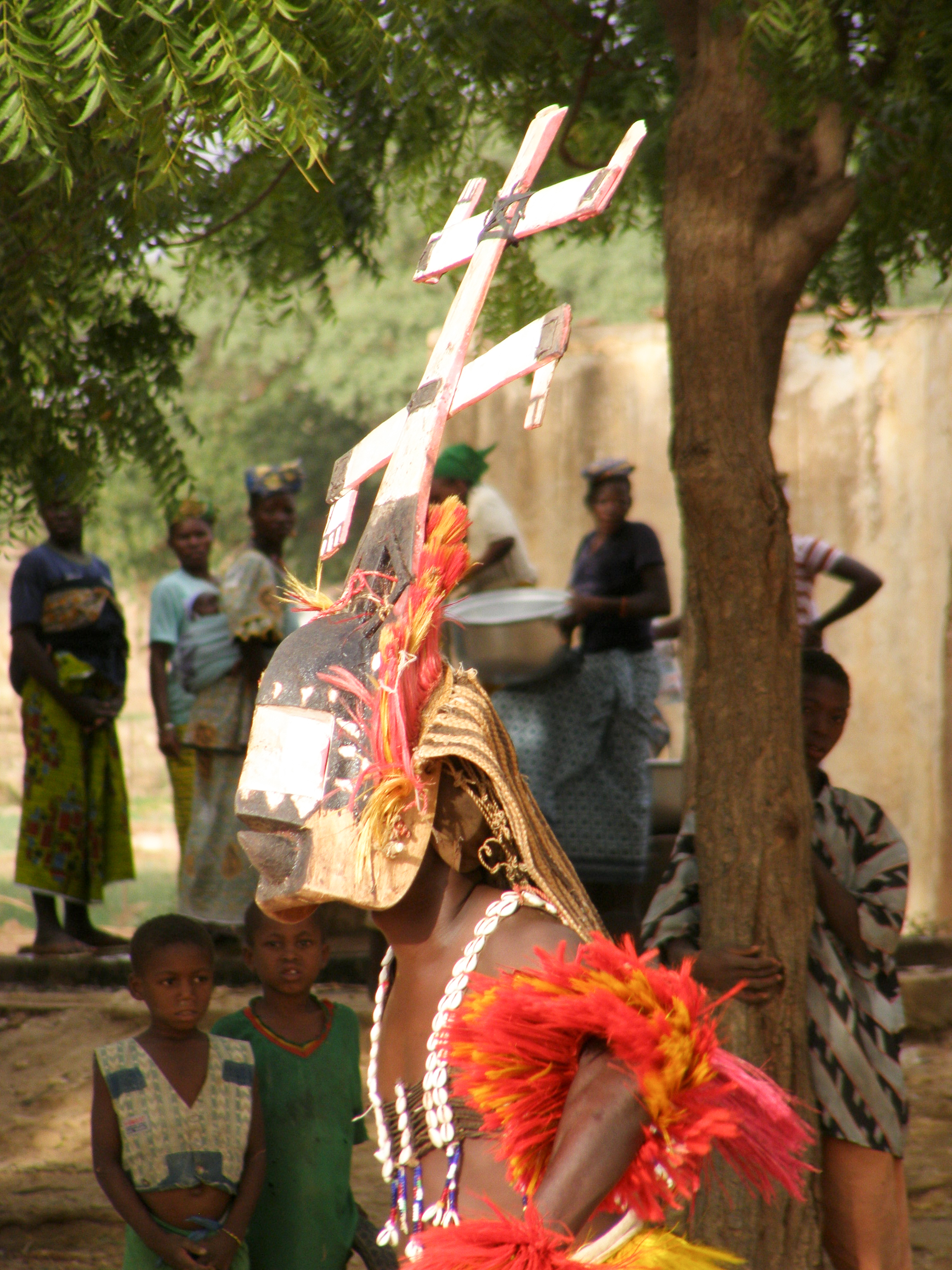
カナガをつけた踊り手。マリ、バンディアガラ圏サンガ村[9] (撮影：2007年)
スーダン共和国時代の旗。フランスの３色旗の中央に、上下逆転したカナガ。